# Lucio Licinio Varrone Murena
Lucio Licinio Varrone Murena (in latino: Lucius Licinius Varro Murena; 60 a.C.? – 22 a.C.) è stato un politico romano, che fu accusato di aver cospirato contro l'imperatore romano Augusto, e venne condannato a morte senza un processo.

## Biografia
Proveniente da Lanuvium, Murena era il figlio naturale di Lucio Licinio Murena, che era stato console romano nel 62 a.C.. Fu adottato da Aulo Terenzio Varrone, da cui prese il nome. Sua sorella per adozione, Terentia, sposò Gaio Mecenate, consigliere di spicco e amico di Augusto, oltre ad essere patrono delle arti, mentre suo fratello adottivo, Aulo Terenzio Varrone Murena, fu console designato per l'anno 23 a.C..
Ottenne l'incarico di legatus Augusti pro praetore in Siria dal 24 al 23 a.C., quando venne rimpiazzato da Marco Vipsanio Agrippa.
Nel 22 a.C., Murena fece ritorno a Roma, dove ebbe l'incarico di difendere Marco Primo, il primo governatore (proconsole) della provincia romana di Macedonia, contro l'accusa di aver portato la guerra contro i Traci Odrisi, il cui re era un alleato di Roma, senza prima chiedere l'autorizzazione al Senato.
Murena disse che il suo assistito aveva ricevuto specifiche indicazioni dallo stesso imperatore, Augusto, in quale gli aveva dato l'ordine di attaccare il regno cliente. Più tardi, Primo testimoniò che gli ordini gli erano giunti dallo stesso Marco Claudio Marcello, da poco morto, erede designato dello stesso imperatore. Sotto l'aspetto costituzionale, nel 27 a.C., tali ordini, qualora fossero stati dati, avrebbero costituito una violazione delle prerogative del Senato, in quanto la Macedonia era sotto la giurisdizione del Senato, non del Princeps. Tale comportamento avrebbe messo in evidenza una falsa restaurazione repubblicana come invece andava promuovendo Augusto, mettendolo in cattiva luce, in quanto avrebbe dovuto limitarsi ad essere solamente il primo cittadino, primus inter pares, e null'altro. Peggio ancora, il coinvolgimento di Marcello avrebbe fornito una qualche prova che la politica di Augusto era di creare una qualche forma di dinastia ereditaria che prendesse un domani il posto del princeps, tornando ad instaurare una forma di monarchia - accuse che erano già sorte in precedenza durante la crisi del 23 a.C.. La situazione era così grave, che Augusto stesso presenziò al processo, anche se non era stato chiamato come testimone. Sotto giuramento, Augusto dichiarò che egli non diede tale ordine. Murena, incredulo per la testimonianza di Augusto e risentito per il suo tentativo di sovvertire il processo usando la sua auctoritas, in modo estremamente rude chiese perché Augusto si fosse presentato ad un processo al quale non era stato chiamato. Il princeps rispose che era intervenuto nel pubblico interesse. Sebbene Primo venne riconosciuto colpevole, alcuni giurati votarono per assolverlo, il che significa che non tutti credevano alla testimonianza di Augusto.
In seguito, qualche tempo prima del primo settembre del 22 a.C. un certo Castricio, fornì ad Augusto le informazioni su una cospirazione guidata da un certo Fannio Cepione contro il princeps. Murena venne nominato tra i congiurati. Venne a saperlo dalla sorella, Terenzia, che a sua volta era stata informata dal marito Mecenate, tanto che Murena riuscì a fuggire. Venne allora convocato un tribunale in sua assenza, con Tiberio in qualità di procuratore. La giuria ritenne Murena, insieme al suo compagno accusato, colpevole, anche se non con un verdetto unanime. Condannato a morte per tradimento, Murena venne ucciso non appena fu catturato, senza aver mai potuto testimoniare in sua difesa.